# Juan de la Pezuela
Juan Manuel González de la Pezuela y Ceballos (Lima, 16 de mayo de 1810-Madrid, 1 de noviembre de 1906) fue un noble, I conde de Cheste, I marqués de la Pezuela, I vizconde de Ayala, grande de España. Político de ideas conservadoras, militar, escritor, senador y poeta español, traductor en verso de la Divina comedia de Dante Alighieri y diversas epopeyas cultas en italiano y portugués. 
Desempeñó diversos puestos, entre ellos el de capitán general de los Reales Ejércitos, gobernador de Cuba y Puerto Rico, capitán general de Cataluña y comandante general de Alabarderos. Hombre también de letras, en 1875 fue elegido director de la Real Academia Española.
El periódico liberal El Globo lo definió como «conservador, en la acepción más retrógrada de la palabra» y el marqués de Rozalejo como un «tradicionalista isabelino».

## Biografía

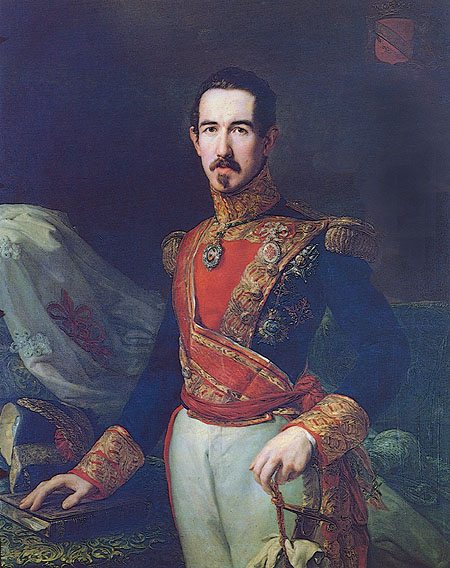
Retratado en 1847 por Vicente López Portaña (Real Academia Española, Madrid).

Nació en 1809 en Lima, hijo del teniente general Joaquín de la Pezuela, penúltimo virrey del Perú y I marqués de Viluma. Vivió en el entonces virreinato del Perú sus primeros años, pero en 1821, tras la deposición de su padre en el motín de Aznapuquio, regreso junto a su familia a España. Siendo el segundo hijo de un noble y militar, decidió desempeñar el camino de las armas. Luchó en la Primera Guerra Carlista, donde tuvo una actuación destacada sirviendo en el bando cristino y distinguiéndose en la batalla de Cheste.  
Al proclamarse la regencia de Espartero conspiró con Diego de León y Concha en favor de María Cristina de Borbón, conspiración que desembocó en el pronunciamiento de octubre de 1841 con el fracasado intento de asalto al Palacio Real de Madrid. Fue diputado electo en 1843 sin llegar a tomar su acta por la disolución del parlamento. En 1846 fue ministro de Marina y en 1848 volvió a la carrera militar al ocupar la capitanía general de Madrid. 
Más tarde pasó a América donde ocupó el cargo de gobernador de Puerto Rico de 1848 a 1851, sucediendo a Juan Prim. Allí, aunque derogó el Código negro de Prim, impuso el odiado "Régimen de la Libreta", una esclavitud encubierta para los habitantes de la isla que los obligaba a trabajar en las haciendas por una mala paga, o por nada. Los jornaleros debían cargar con una libreta en todo momento que evidenciaba su trabajo. Más tarde gobernador de Cuba de 1853 a 1855. Regresó a la península ibérica para hacerse cargo de la capitanía General de Cataluña, puesto que ocupaba durante la Revolución de 1868 y desde el que defendió el bando de Isabel II. Por entonces colaboró en la revista católica madrileña La Cruzada (1867-1869).
Durante el reinado de Amadeo de Saboya, al que se negó a jurar fidelidad, y la Primera República, quedó marginado de los puestos importantes, no recuperando parte de su prestigio hasta la Restauración borbónica en España. Le dieron entonces la condecoración más alta del reino, el Toisón de Oro, por Real Orden de 12 de enero de 1875, se le repuso como senador vitalicio en abril de 1877 y dedicó los últimos treinta años de su vida a dirigir la Real Academia Española, puesto en el que fue reelegido varias veces.
Sus traducciones en verso de las epopeyas cultas italianas de Dante Alighieri, Ludovico Ariosto y Torcuato Tasso fueron muy criticadas con harto bajo fundamento, pues pocos o ninguno se atrevieron a emprender y terminar un trabajo semejante y tan difícil, aunque sí se le puede achacar no haber traducido algunas veces expresiones que consideraba atentatorias contra su sentido de la moral o el buen gusto. Particular éxito conoció la dantesca, que estimó más difícil, pues muchas veces fue reimpresa hasta la actualidad.

## Hombre de letras

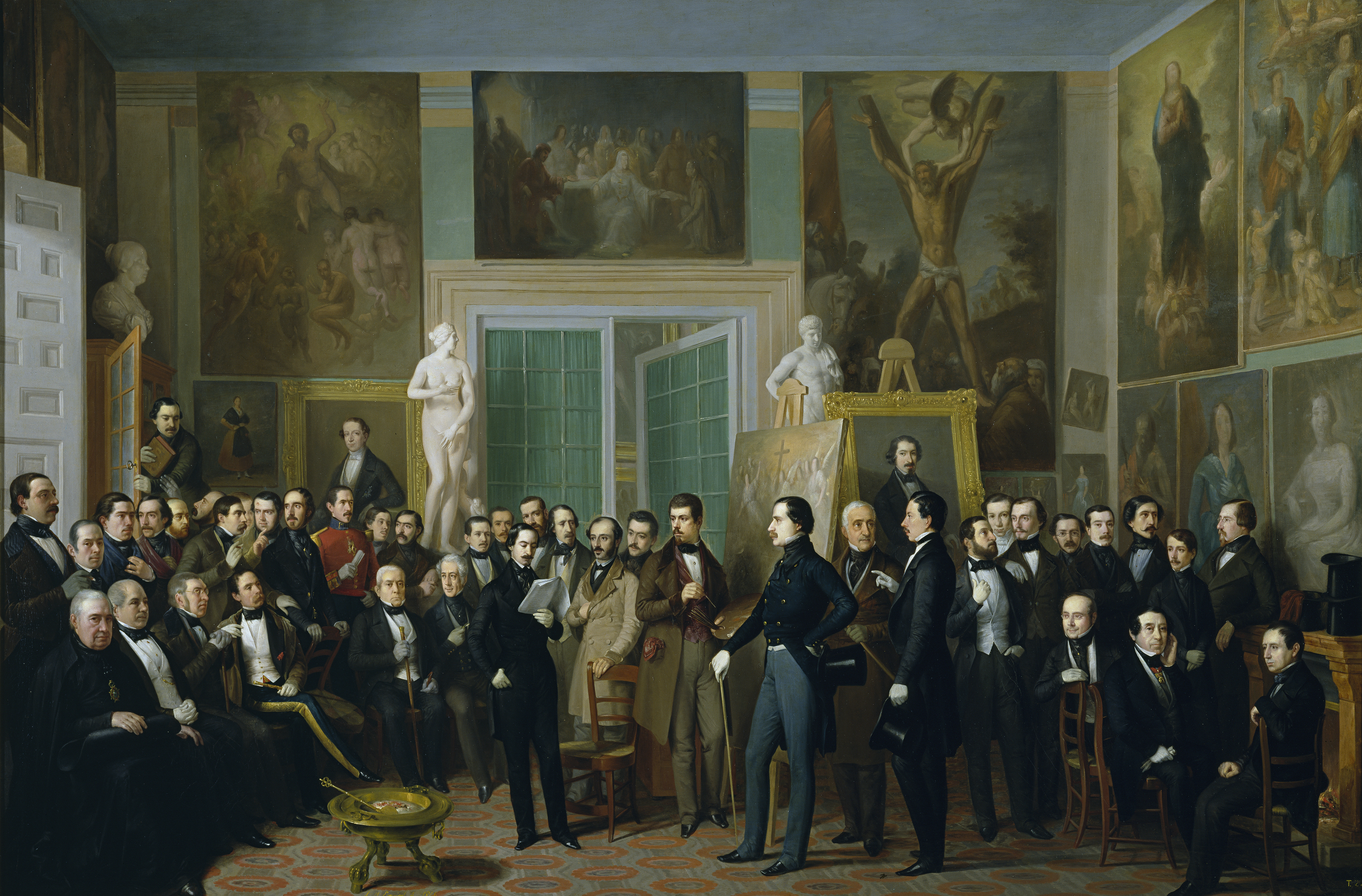
Juan González de la Pezuela y Ceballos retratado en Los Poetas contemporáneos (1846) por Antonio María Esquivel, Museo del Prado, Madrid.

- Como poeta y escritor se puede incluir dentro del movimiento Romántico.
- Durante su gobierno en Puerto Rico fue el promotor de la Real Academia de las Buenas Letras.
- Fue miembro de la Real Academia Española desde 1847 hasta 1906. Institución que presidió desde 1873 hasta su muerte.[4]
- Aparece en el famoso cuadro de Antonio María Esquivel Los Poetas contemporáneos junto a los más destacados hombres de letras de su tiempo.
- Su traducción de La Divina Comedia de Dante, trabajada en tercetos endecasílabos, siguiendo la pauta métrica y rítmica del original en toscano es una versión clásica; una de las pocas traducciones al español en verso original, que en ediciones recientes, puede hallarse en los productos de la Editorial Losada, Argentina. El profesor Joaquín Arce, que ha estudiado el tema con detenimiento, niega cualquier valor a esta versión cuando dice que es "forzada, violenta y mediocre".[5] El poeta y crítico Ángel Crespo, premio nacional de traducción por su versión de la Divina Comedia en tercetos encadenados, no es de esa opinión.
- Tradujo al castellano el poema épico portugués "Os Lusíadas" de Luís de Camões en 1872.

## Títulos
Fue I marqués de la Pezuela, grande de España, en 1852, I conde de Cheste en 1864, I vizconde de Ayala, en Álava, por Cartas Patentes de Isabel II de España de 28 de septiembre de 1852, confirmadas el 31 de julio de 1865, caballero de la Orden del Toisón de Oro, de Calatrava y Gran cruz de la Orden de San Fernando. 

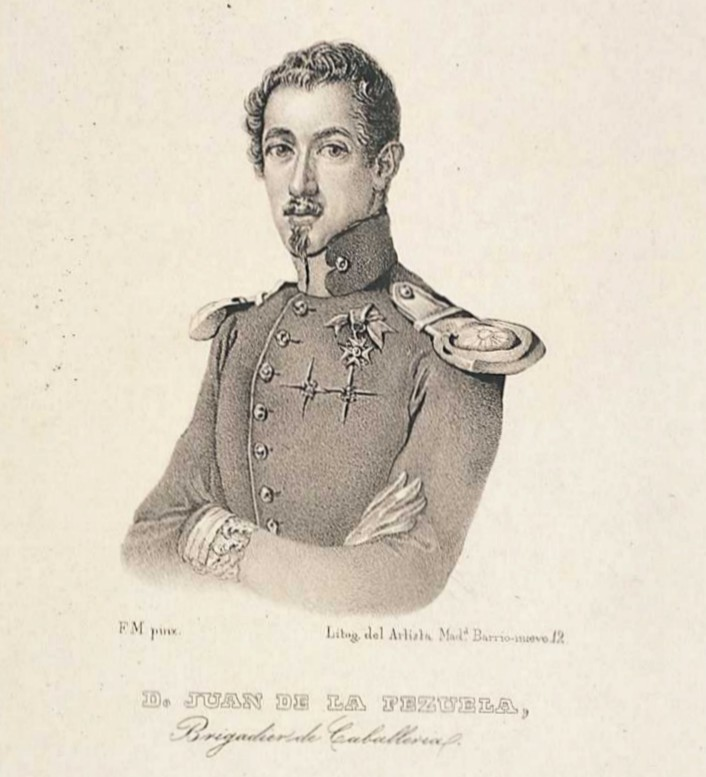
Retrato de Juan de la Pezuela, litografía por pintura de Federico Madrazo estampada en la Litografía del Artista, calle Barrionuevo, 12, Madrid. Ilustración de «Causas formadas a consecuencia de la sedición militar que tuvo lugar en esta corte en la noche del 7 de octubre de 1841 / publicadas por Nemesio Fernández Cuesta, Francisco de Paula Madrazo y Juan Pérez Calvo ...», Madrid, Compañía General de Impresores y Libreros, 1841-1842. Biblioteca Nacional de España.

## Matrimonio y descendencia
Contrajo matrimonio con la ilustre dama Doña Javiera de Ayala y Urbina, de esta unión nacieron:
- Isabel de la Pezuela y Ayala (1844-1899) contrajo matrimonio en 1875 con su primo hermano el brigadier de caballería y laureado de San Fernando Rafael de Ceballos-Escalera y Pezuela (1830-1888) hijo del general isabelino Rafael de Ceballos-Escalera y hermano del marqués de Miranda de Ebro. De esta unión nacieron tres hijos:
  - Carmen de Ceballos-Escalera y Pezuela (1879-1929). Sin sucesión.
  - Javier de Ceballos-Escalera y Pezuela (1889-1922). Sin sucesión.
  - Juan de Ceballos-Escalera y Pezuela (1883-1923) III conde de Cheste, grande de España y III marqués de la Pezuela. Sin sucesión.
- Gonzalo de la Pezuela y Ayala II vizconde de Ayala y teniente coronel de caballería (1841-1900) casado en 1868 con Mariana de Sarria Albis. Sin sucesión.
- Rafael de la Pezuela y Ayala II conde de Cheste y comandante de artillería (1842-1916) casado en 1868 con Francisca Roget y Pujadas. De esta unión nació un hijo:
  - Javier de la Pezuela y Roget III vizconde de Ayala y pintor (1873-1906). Sin sucesión.

## Heráldica
|  | El escudo de Juan de la Pezuela está blasonado así: De gules, una banda de plata, acompañada de un espuela de oro en la punta. |

## Obras

### Teatro
- Temístocles, ms. incompleto de 1827.
- Augusto o el modelo de los Reyes, drama en cinco actos
- El Abencerraje, drama estrenado en Zaragoza
- La extranjera o la mujer misteriosa
- La dicha viene durmiendo
- Las dos hermanas
- Las gracias de la vejez: comedia en un acto acomodada a nuestra escena, Barcelona, c. 1833

### Otras
- Dalmiro a Fileno. Carta sobre religión, Madrid, 1826.
- Manejo de armas para la caballería: aprobado por S.M. en 18 de mayo de 1844, [S. l.]: [s. n.] (Madrid: Imp. de Uzal y Aguirre, 1844)
- Programa de la justa y torneo que la Escma. ciudad de Barcelona dispone en celebridad de la real jura de la escelsa Princesa Doña María Isabel Luisa, primogénita de los muy poderosos reyes NN.SS. de Fernando VII y D.ª Cristina de Borbón por don ~, Barcelona, 1833
- Discurso que el día 2 de enero de 1849, en la solemne Apertura de la Real Audiencia de Puerto Rico dijo don ~, San Juan de Puerto Rico, 1849
- Breve contestación de don ~, Capitán general que ha sido de la isla de Cuba, sobre algunas aserciones ofensivas al mismo, enunciadas por el capitán general Marqués del Duero, […] en sus discursos de 26 y 27 de junio último, al discutirse en el Congreso el negocio de la inmigración en la isla de Cuba de trabajadores gallegos, Madrid, 1855
- Apuntes para la historia sobre la administración del Marqués de Pezuela en la isla de Cuba desde 3 de diciembre de 1853 hasta 21 de setiembre de 1854, Madrid, 1856
- Reglamento que establece y manda observar en los presidios de la isla de Cuba el capitán general, […] Habana, 1858
- Bando de Policía y buen Gobierno de la Isla de Puerto-Rico redactado por […], Puerto-Rico, 1868
- Discurso en la Real Academia Española para solemnizar el segundo centenario de la muerte de D. Pedro Calderón de la Barca, Madrid, 1881
- Discursos leídos ante sus Majestades y Altezas Reales el día 1.º de abril de 1894 en la solemne inauguración del nuevo edificio de la Real Academia Española por los señores […] y D. Alejandro Pidal y Mon, Madrid, 1894.

### Traducciones
- Trad. de la Jerusalén liberada (1855) de Torquato Tasso, Os Lusíadas (1872) de Luís de Camões, La Divina Comedia (1879) de Dante Alighieri, el Orlando furioso (1883) de Ludovico Ariosto.

| Predecesor: -                       | Académico de la Real Academia Española Sillón a 1847 – 1906 | Sucesor: Antonio Hernández y Fajarnés |
| Predecesor: Mariano Roca de Togores | Director de la Real Academia Española 1875 - 1906           | Sucesor: Alejandro Pidal y Mon        |